# Дон Кінг
Дональд «Дон» Кінг (англ. Don King; нар. 20 серпня 1931, Клівленд, Огайо, США) — відомий з 1970-х років американський боксерський промоутер та видатний функціонер, найбільше відомий через свою оригінальну зачіску, та яскраву особистість. Організатор легендарних боксерських поєдинків «Гуркіт у Джунглях» та «Трилер у Манілі». Найбільше відомий тим, що є автором як злету, так і падіння видатного американського боксера Майка Тайсона. Був промоутером цілої плеяди великих боксерів, серед яких можна згадати Леннокса Люїса, Ларрі Голмса та Евандера Голіфілда. Багато критиків назвивають Дона Кінга хрещеним батьком усього американського боксу.
Народився в афроамериканській родині. Дитинство Дональда, як і більшості підлітків гетто того часу, не було простим. Єдиним шансом вибитись в люди був бокс. Маленький Кінг займавсь аматорським боксом, але першим і останнім досягненням Дональда, як боксера була участь в щорічному американському турнірі «Золоті рукавички», в якому він був нокаутований вже в третьому раунді. З тих пір Дон Кінг більше ніколи не одягав боксерських рукавичок.
Придбані в тренувальному залі бійцівські навички стали в пригоді Дону, який невдовзі став одним із найжорстокіших та безжальних здирників Клівленда. Зграя малолітніх злочинців, які отримали «виховання та освіту» на найнебезпечніших вулицях негритянських кварталів, під
керівництвом Кінга наводила жах на всіх дрібних торговців міста. Незабаром вони стали справжньою бандою. Проте в ранній юності в Кінга була мрія та щире бажання здобути юридичну освіту і служити Феміді. Тому Дон вступив у фінансовий ліцей. Щоправда через деякий час він покинув навчання.
До 25-ти років Кінг став набагато розсудливішим, зрозумівши, що у світі існує багато інших способів розбагатіти. Дональд почав освоювати професію букмекера — людини, що приймає ставки на професійних спортивних змаганнях. Але 1967 року він потрапив у в'язницю за ненавмисне
вбивство, отримавши чотири роки за те, що до смерті побив людину. Відбувши термін, Дон знайомиться з відомим співаком Ллойдом Прайсом. Саме Прайс зводить Кінга з тоді ще молодим Мухамедом Алі. Чарівність, жвавість мови і дотепність Кінга підкорили великого боксера. Дон стає діловим патроном Алі. З цього моменту починається шлях Кінга у світ професійного боксерського бізнесу.
Він швидко зрозумів, що з дружби з талановитим боксером можна отримати чималу вигоду. 1974 року Дональд організував і блискуче провів поєдинок Мухамеда Алі з Джорджем Форменом за титул абсолютного чемпіона світу. Цей бій у столиці Заїру Кіншасі приніс славу не тільки Мухамеду Алі — як новому чемпіонові світу, а й Дональду Кінгу — як умілому та спритному промоутерові. З тих пір усі найвизначніші діячі та найсильніші важковаговики професійного боксу стали звертатися до нього з діловими пропозиціями. З 1974 року по кінець 1990-го Кінг організував і провів сім з 48 матчів за титул чемпіона світу в абсолютній ваговій категорії. Крім того, саме під його егідою відбулося понад двохсот захоплюючих поєдинків за звання чемпіона світу в різних вагових категоріях.
Якщо поглянути на списки чемпіонів світу в багатьох вагових категоріях за останні двадцять років — третина з них, зобов'язана своїм чемпіонством саме Кінгу. Журналісти називають Кінга хрещеним батьком американського професійного боксу. Слава Дона Кінга настільки велика, що в 1997 році компанія «HBO Pictures» зняла про нього фільм в жанрі біографічної драми. В основу фільму (режисер Джон Херцвільд) лягли факти з гучної книги американського журналіста Джека Ньюфілда «Тільки в Америці: життя і злочини Дона Кінга». Картина була відзначена різними преміями. Актор Вінс Реймс, який виконував головну роль, отримав престижний приз «Золотий глобус».
Дон Кінг — майстер ведення переговорів, і ніхто не може зрівнятися з ним у маніпулюванні боксерами. Геніальна спритність знаменитого діяча боксерського шоу-бізнесу дозволила йому нажити далеко не завжди чесним шляхом величезні капітали. Сотні разів його безуспішно намагалися притягнути до кримінальної відповідальності за фінансові махінації. Але щоразу розгляд цих судових справ заходив у глухий кут. Кінг не раз судився і з одним з найзнаменитіших своїх підопічних — Майком Тайсоном. Боксер підписав контракт із Кінгом незабаром після смерті свого улюбленого тренера і прийомного батька Каса Д'Амато. Саме під крилом Кінга Залізний Майк став наймолодшим в історії чемпіоном світу.
За десять років співпраці з Тайсоном Кінгу вдалося домогтися того, що не в силах був зробити жоден промоутер світу: боксерові виплачували астрономічні гонорари в кілька десятків мільйонів доларів. Але Майк, який заробив за кілька років сотні мільйонів доларів, одного ранку таки зрозумів, що Дон Кінг обікрав його майже на стільки ж. В останні роки Дональд, який відмінно розуміє, з чого робляться гроші, захопився організацією жіночих боксерських поєдинків.
У 20-х числах травня 2010 року перебував у Львові.